# Kia Lotos Cup
Kia Lotos Cup – polski puchar wyścigowy rozgrywany w latach 2006–2010 na torach w Polsce, Niemczech, Czechach, na Słowacji i na Węgrzech. Początkowo istniał pod nazwą Kia Picanto Cup, lecz od 2007 zmieniono nazwę na Kia Lotos Cup. W skład pucharu wchodziły Picanto Lotos Cup i cee'd Lotos Cup. Picanto Lotos Cup był rozgrywany w latach 2006–2009. Zawodnicy ścigali się w nim Kiami Picanto z silnikami benzynowymi o pojemności 999 cm³ i mocy 67 KM. Cee'd Lotos Cup był zaś rozgrywany w latach 2008–2010. Zawodnicy ścigali się w nim Kiami Pro_cee'd z silnikami benzynowymi o pojemności 1975 cm³ i mocy 143 KM. Od 2012 roku odbywa się Kia Lotos Race, wyścigi Kii Picanto nowej generacji..

## Mistrzowie
| Rok  | Picanto Lotos Cup  | Cee'd Lotos Cup    |
| ---- | ------------------ | ------------------ |
| 2006 | Łukasz Błaszkowski | –                  |
| 2007 | Kamil Raczkowski   | –                  |
| 2008 | Zbigniew Łacisz    | Łukasz Błaszkowski |
| 2009 | Michał Kijanka     | Kamil Raczkowski   |
| 2010 | –                  | Kamil Raczkowski   |